# Marion Bauer
Pour les articles homonymes, voir Bauer.
Marion Eugénie Bauer, née le 15 août 1882 à Walla Walla, dans l’État de Washington – morte le 9 août 1955 à South Hadley, dans le Massachusetts, est une compositrice, enseignante, écrivaine et critique musicale américaine. Contemporaine d’Aaron Copland, elle a joué un rôle actif dans l'élaboration de l'identité musicale américaine dans la première moitié du XXe siècle.
En tant que compositrice, Marion Bauer écrit de la musique de chambre, des symphonies, des œuvres pour voix solos, pour le piano et les ensembles vocaux. Elle prend de l'importance comme enseignante en tant que membre du corps professoral de l'université de New York (alors Washington Square College) où elle enseigne l'histoire de la musique et la composition de 1926 à 1951 . En plus de son poste à l'université de New York, elle est affiliée à la Juilliard School en tant que conférencière invitée, à partir de 1940 jusqu'à sa mort en 1955. Marion Bauer écrit également de nombreux ouvrages sur la musique et elle est rédactrice en chef de la revue The Musical Leader, basée à Chicago, ainsi qu'auteure et coauteure de plusieurs livres, y compris son ouvrage de 1933 La Musique du xxe siècle.
Tout au long de sa vie, Marion Bauer promeut non seulement son propre travail, mais la nouvelle musique en général. Elle aide à fonder la Guilde américaine de la musique, le Centre de musique américaine (American Music Center), et  l'Alliance des compositeurs américains, siégeant en tant que membre du conseil d'administration de cette dernière. Elle occupe en outre des postes de direction à la fois à la Ligue des compositeurs et à la Société pour la publication de la musique américaine en tant que membre du conseil d'administration et secrétaire, respectivement. Très souvent, elle est la seule femme dans une position de leadership au sein de ces organisations.
Sa musique comprend la dissonance et les harmonies étendues en accords de trois sons, quatre et cinq sons, mais elle va rarement hors des limites de la tonalité étendue, sauf pour une brève expérimentation avec le sérialisme dans les années 1940. Au cours de sa vie, elle bénéficie de nombreuses exécutions de ses œuvres, notamment la première de Sun Splendor, par l'Orchestre philharmonique de New York en 1947, sous la direction de Leopold Stokowski, en 1951, un concert consacré uniquement à sa musique se tient à l'hôtel de ville de New York.

## Biographie

### Jeunesse
Marion Bauer naît à Walla Walla, dans l’État de Washington. Ses parents, tous deux d'origine juive française, immigrent aux États-Unis, où son père, Jacques Bauer, né en Alsace, travaille comme commerçant et sa mère, Julie Bauer, en tant que professeur de langues modernes. Elle est la cadette d'une famille de sept enfants, avec une différence d'âge de dix-sept ans entre elle et sa sœur aînée Émilie. Selon une anecdote, toute petite, elle a été placée dans un panier au sommet du piano de la famille alors qu'Émilie se consacrait à la pratique et à l'enseignement. C'est plus tard dans son enfance que Jacques Bauer, lui-même musicien amateur, reconnaît les aptitudes musicales de sa plus jeune fille, et Marion Bauer commence à étudier le piano avec Émilie. À la mort de Jacques Bauer en 1890, la famille s'installe à Portland, dans l’Oregon, où Marion est diplômée du Saint Helen's Hall en 1898. À la fin de ses études secondaires, Bauer rejoint sa sœur Émilie à New York afin de commencer à se concentrer sur une carrière dans la composition.

### Études
Une fois installée à New York, Marion Bauer commence ses études avec Henry Holden Huss (en) et Eugene Heffley, tout comme sa sœur Émilie. En 1905, ses études la mettent en contact avec le violoniste et pianiste français Raoul Pugno, qui utilise New York comme base de tournées de concerts prolongées aux États-Unis. En raison de son éducation dans une famille d’immigrants français, Marion Bauer parle couramment le français et l'anglais et se trouve donc capable d'enseigner l'anglais à Raoul Pugno et à sa famille. À la suite de cette faveur, ce dernier l'invite à se rendre avec lui à Paris en 1906, et c'est à cette époque que Marion Bauer devient la première Américaine à étudier avec Nadia Boulanger, qui est associée à Pugno sur la scène musicale parisienne. Finalement, Nadia Boulanger enseigne à Aaron Copland, David Diamond, Roy Harris et Gail Kubik. Comme elle l'a fait avec Pugno, en échange de cours de composition donnés par Boulanger, Marion Bauer lui enseigne l'anglais.
À son retour à New York en 1907, Marion Bauer poursuit ses études auprès de Heffley et de Walter Henry Rothwell (en). Elle enseigne également le piano et la théorie musicale. Après une autre année d’études en Europe de 1910 à 1911, centrée cette fois sur la forme et le contrepoint avec Jean Paul Ertel (de) à Berlin, Marion Bauer commence à s’établir en tant que compositrice. C'est après cette période d'études en 1912 qu'elle « a signé un contrat de sept ans avec [l'éditeur de musique] Arthur P. Schmidt ». Bien que compositrice et enseignante privée active dans les années suivant 1912, Elle entreprend finalement deux autres périodes d'études en Europe, partiellement facilitées par des héritages financiers à la suite du décès de sa mère et de son frère aîné. En 1914, elle se rend une nouvelle fois à Berlin pour étudier avec Ertel, mais son temps est écourté par le début de la Première Guerre mondiale. Presque dix ans plus tard, Marion Bauer décide à nouveau d’entreprendre une longue période d’études en Europe, cette fois au Conservatoire de Paris avec André Gedalge, qui a également enseigné à des compositeurs tels que Maurice Ravel, Darius Milhaud et Arthur Honegger. À l’époque, elle a 40 ans et donne la raison suivante pour avoir poursuivi ses études relativement tard dans sa vie : « En tant que membre de l’American Music Guild, j’ai eu l’occasion de mesurer mes pouvoirs et mes limites à ceux de mes collègues… Le résultat fut une période d'étude en Europe. Cette fois, j'ai décidé à Paris de trouver le genre de travail et l'environnement musical que je recherchais. » Les études de Bauer au Conservatoire de Paris sont toutefois interrompues en 1926, lorsqu'elle apprend que sa sœur Émilie a été renversée par une voiture. Elle retourne à New York, mais les blessures d’Émilie se révèlent fatales.

## Carrière

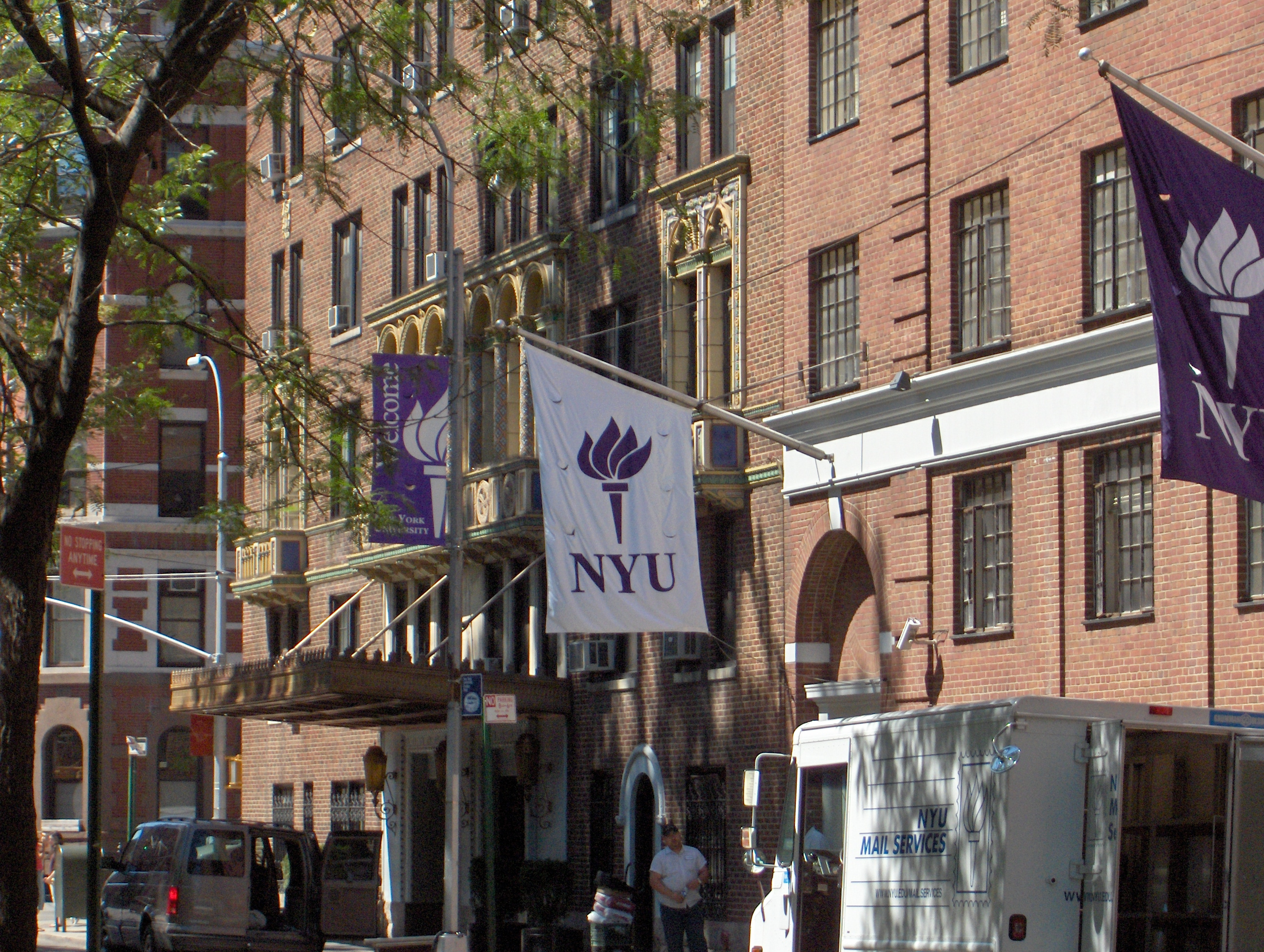
Université de New York.

Bien que Marion Bauer n'ait jamais obtenu de diplôme universitaire (malgré ses années d'études), en septembre 1926, elle est embauchée comme instructrice au département de musique de l'université de New York, qui devient ainsi la première faculté de musique féminine. Parmi ses premiers collègues figurent Albert Stoessel, Gustave Reese et Percy Grainger. Durant son mandat à l’université de New York, de 1926 à 1951, elle enseigne la composition, l'analyse des formes, l'esthétique et la critique, ainsi que l'histoire et l'appréciation de la musique, obtenant le rang de professeur agrégé en 1930.
Marion Bauer enseigne en utilisant son propre livre, dont les lectures sont ensuite suivies de discussions en classe. Elle a également fortement plaidé en faveur de la nouvelle musique et joue « les quelques enregistrements et rouleaux de piano mécaniques disponibles » ou demande à ses étudiants de jouer des œuvres indisponibles. Parmi ses élèves les plus célèbres depuis ses années à l'université de New York figurent Milton Babbitt, Julia Smith, Miriam Gideon et le chef d'orchestre Maurice Peress.

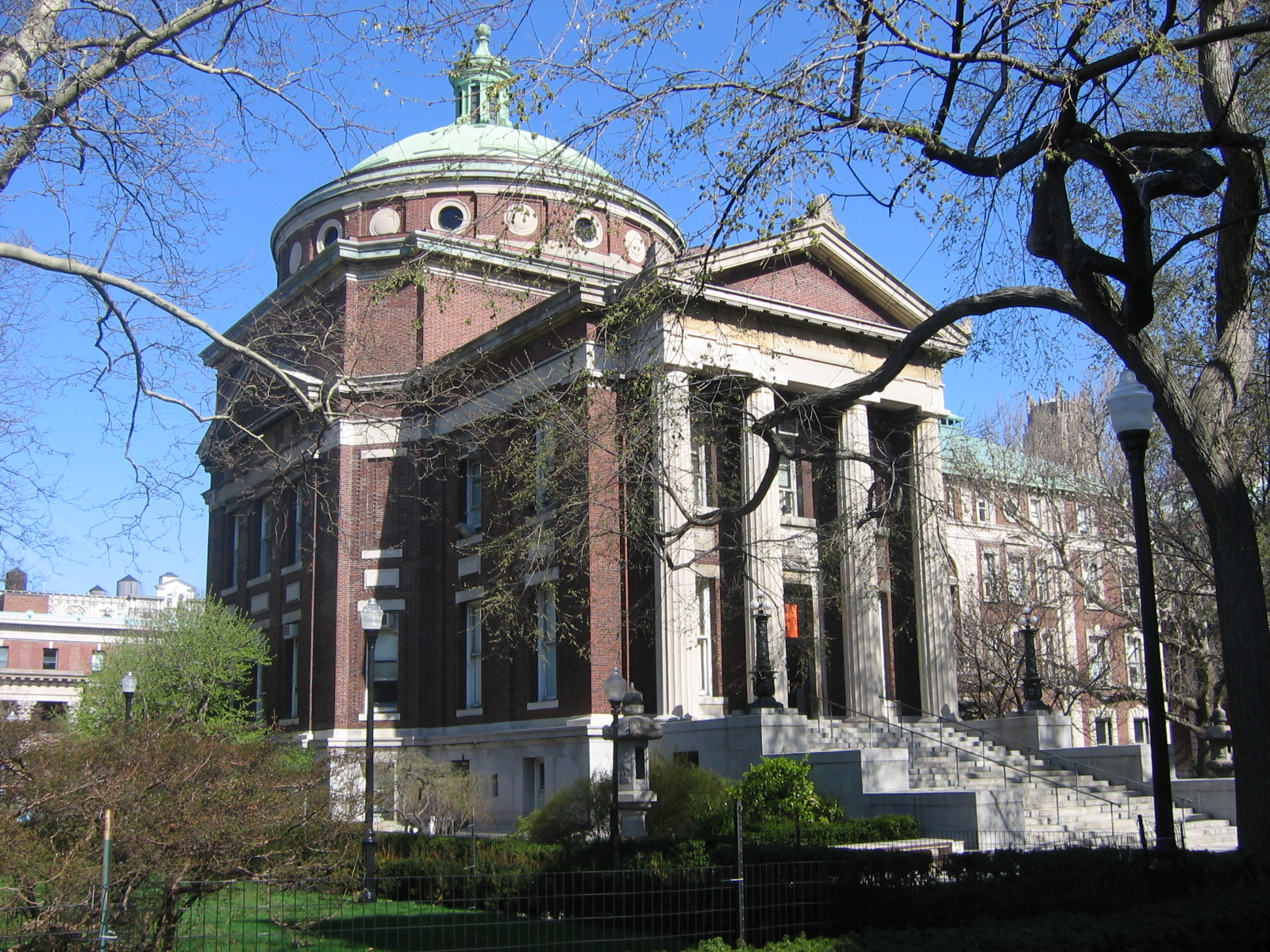
Earl Hall, Université Columbia.

En plus d'enseigner à l'Université de New York, Marion Bauer donne des conférences à Juilliard et à l'Université Columbia. Elle offre également des conférences chaque année au Chatauqua Summer Music Institute à Chautauqua, dans l'État de New York, sous forme de récitals commentés de musique du XXe siècle avec le pianiste Harrison Potter (en) tout au long de sa carrière. Ce dernier interprète également la musique pour piano de Marion Bauer dans d'autres contextes, notamment lors des concerts de la Ligue des compositeurs, du WPA Federal Music Project, du MacDowell Club et de la Fraternité nationale de musique et de discours Phi Beta. Pendant les années de la Grande Dépression, Marion Bauer enseigne également durant l'été au Mills College, au Carnegie Institute, au Conservatoire de musique de Cincinnati et à Juilliard.

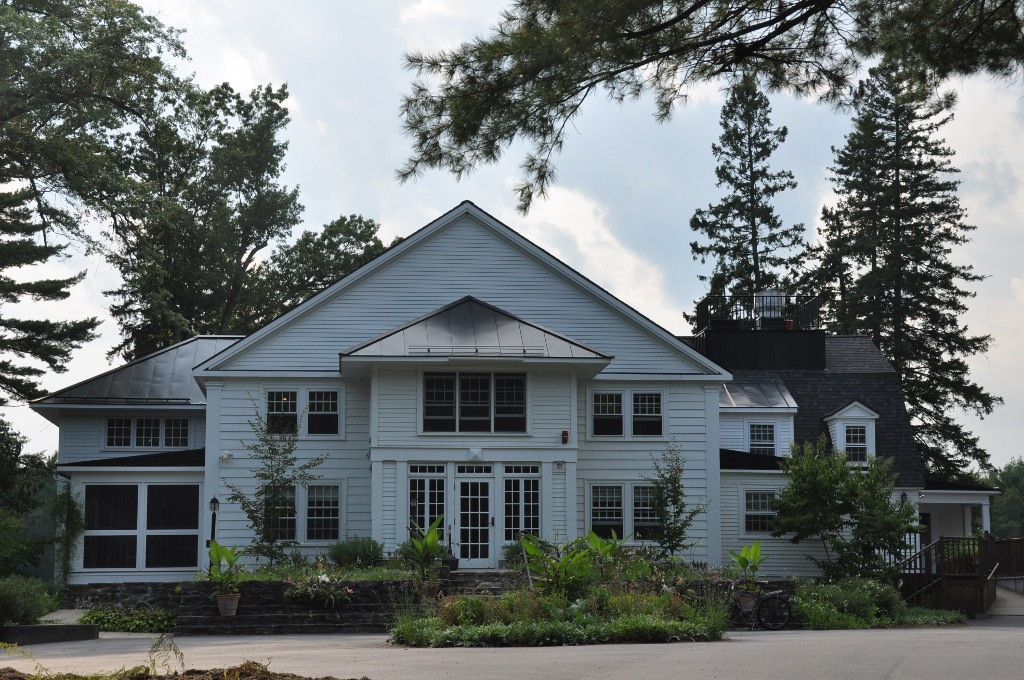
Le bâtiment principal de la MacDowell Colony (2012).

Même avec ses responsabilités d'enseignement et de conférence, Marion Bauer est restée active en tant que compositrice. Entre 1919 et 1944, elle passe douze étés en résidence à la MacDowell Colony, où elle rencontre des compositeurs tels que Ruth Crawford Seeger et Amy Beach, principalement consacrés à la composition. Elle aide également à fonder l'American Music Guild, l'American Music Center et l'Alliance du compositeur américain, siégeant au conseil d'administration de ce dernier. En 1937, Aaron Copland fonde la Ligue des compositeurs et lui demande de siéger également au conseil d’administration de cette organisation. Marion Bauer sert en outre de secrétaire à la Société pour la publication de musique américaine et contribue à la fondation de la Société des compositrices américaines en 1925 avec Amy Beach et dix-huit autres.
En tant qu’écrivaine et critique musicale, Marion Bauer est respectée pour « son approche intellectuelle de la nouvelle musique », mais elle maintient également un niveau d’accessibilité dans ses écrits. Par exemple, elle est publiée dans divers journaux, est rédactrice en chef de la revue Musical Leader, basée à Chicago et elle publie son livre Twentieth Century Music, qui lui vaut le respect du monde de la musique,. Dans le même temps, elle rend la nouvelle musique accessible aux nouveaux arrivants avec ses livres tels que How Music Grew: From Prehistoric Times to the Present Day. Elle a également une vision très inclusive de ce qui constitue une musique « sérieuse », comme le montre le contenu de Twentieth Century Music. En plus d’être l’un des premiers manuels à aborder le sérialisme, Twentieth Century Music mentionne également de nombreuses compositrices, contrairement à d’autres manuels de musique contemporaine, tels que Musical Portraits de Paul Rosenfeld, An Hour with American Music et Our Contemporary Composers de John Tasker Howard, qui mentionnent brièvement les femmes compositrices, si tant est qu'elles aient été mentionnées. Le livre de Bauer traite également des œuvres modernistes de compositeurs afro-américains et inclut le jazz dans ses discussions sur la musique du XXe siècle.

## Dernières années

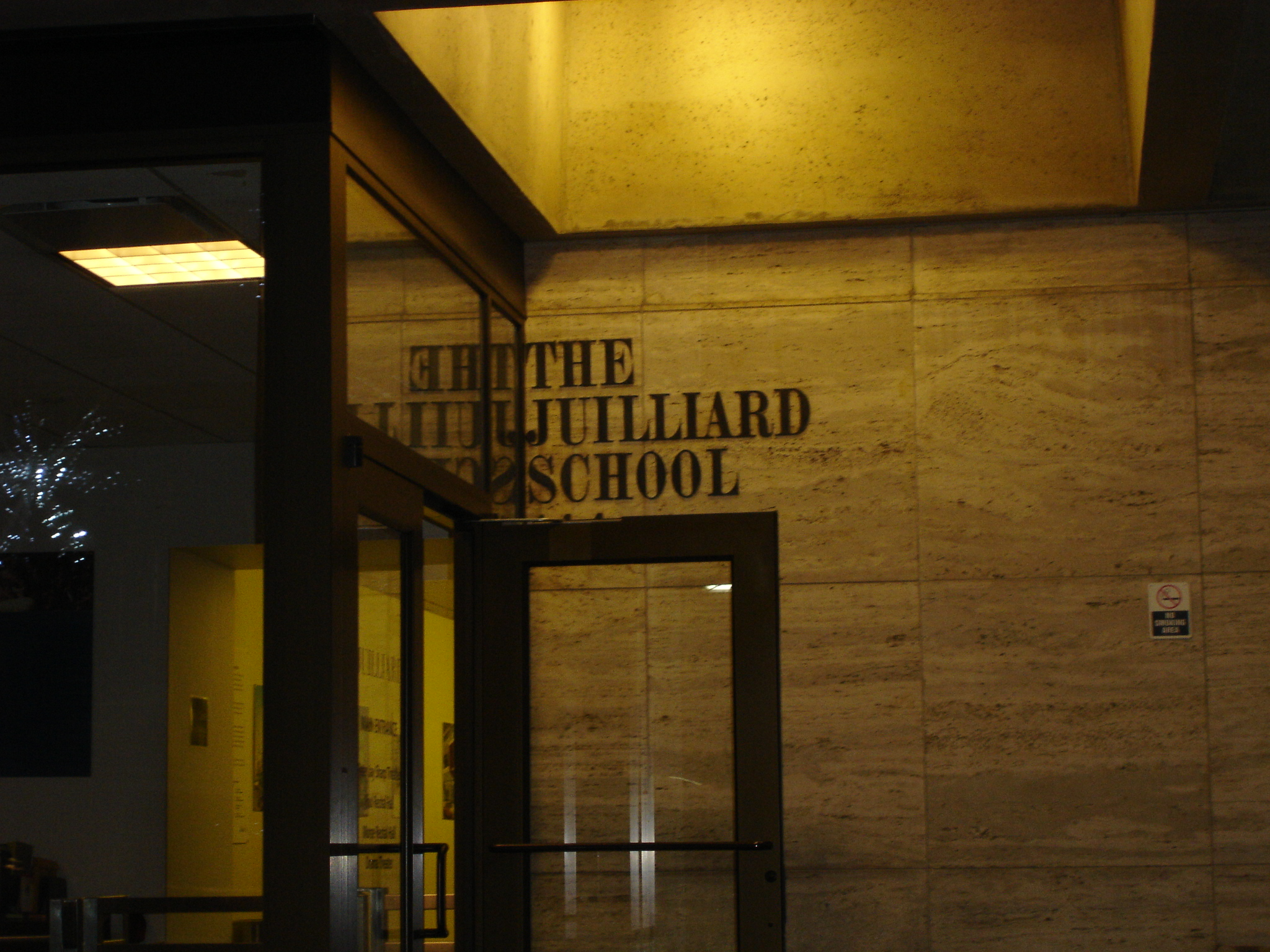
L'entrée de la Juilliard School, à New York.

Au printemps 1951, Marion Bauer se retire de son poste à l’université de New York, bien qu'elle continue à donner des conférences à Juilliard. Elle assiste également à un rassemblement de compositeurs de MacDowell Colony le 6 août 1955. Trois jours plus tard, alors qu'elle se trouve en vacances chez Harrison Potter et son épouse à South Hadley, dans le Massachusetts, elle meurt des suites d'une crise cardiaque, le 9 août 1955, juste avant son 73e anniversaire. Elle est enterrée avec ses sœurs Émilie et Minnie au cimetière Kensico à Valhalla, New York.

## Musique

### Style et influences
Bien que défendant la musique contemporaine, Marion Bauer était considérée comme une compositrice relativement conservatrice. Ses œuvres des années 1910-1920 contiennent principalement un centre de hauteur, et elle ne s'est brièvement tournée vers le sérialisme que dans les années 1940 avec des œuvres telles que Patterns. Sa musique est généralement mélodique, utilisant « une tonalité étendue [et] mettant l'accent sur l' harmonie coloriste et la dissonance diatonique », de ton classique à un langage plus impressionniste, post-tonal, comme le démontrent ses œuvres de 1924, Quietude and Turbulence. Cependant, pour le reste de sa carrière, elle a continué à intégrer le romantisme prôné par ses professeurs d’allemand à l’impressionnisme qu’elle a rencontré à Paris et à la musique de son ami proche, Charles Griffes. L'influence de ce dernier est particulièrement évidente lorsque l'on compare Three Impressions for piano de Bauer en 1917 aux Roman Sketches de Griffes publiés un an plus tôt : chacun est une suite de style impressionniste avec un poème précédant chaque mouvement.
La discordance, entre le conservatisme relatif du travail de Bauer et les travaux plus expérimentaux qu'elle préconise dans ses écrits, notamment dans son ouvrage Twentieth Century Music, est partiellement expliquée par l'hésitation de son éditeur Arthur P. Schmidt à soutenir ses penchants modernes pour la composition. Schmidt et Bauer, bien qu'entretenant une relation étroite, étaient notamment en désaccord sur le style. Il en résulte que, lorsque le contrat de Bauer de sept ans est sur le point d'expirer, Schmidt demande à Bauer de simplifier son style de composition, comme l'indique la réponse de Bauer à sa correspondance : « Ce n'est pas mon obstination que de ne pas écrire des choses simples. Je ne peux écrire que ce que je ressens — et un jour (bientôt j'espère), j'apprendrai à faire la grande chose simple. Je dois faire mon travail par étapes — évolutionnaire, pas révolutionnaire. J'ai si peu de temps pour écrire que le changement de style est naturellement lent ». Il est également possible que l'expérience de voir sa sonate pour violon (publiée plus tard sous le titre Fantasia Quasi Una Sonata), rétrogradée de la première à la deuxième place du classement du concours de 1928 organisé par la Société pour la publication de musique américaine, principalement en raison de ses « tendances modernistes » a conduit Bauer à adopter un style de composition relativement conservateur.
Marion Bauer a toutefois joué un rôle important dans le développement de l'harmonie non tertiaire dans la musique américaine. Aux côtés d'Ernest Bloch, elle figure parmi les premiers compositeurs américains à expérimenter l'harmonie à cinq sons, ou harmonie basée sur des quintes empilées, comme le montre sa version pour piano de 1926 de Sun Splendor et ses écrits à ce sujet. Le développement de cette technique harmonique influence à son tour la musique d'Aaron Copland.

## Collaborations et performances notables
Au cours de sa vie, la musique de Bauer est bien accueillie par les interprètes, les critiques et le public. La violoniste virtuose Maud Powell commande Up the Ocklawaha en 1912, une œuvre impressionniste pour violon et piano reflétant par programme la propre excursion de Powell sur la rivière Ocklawaha dans les Everglades en Floride. Up the Ocklawaha fait l'objet de beaucoup d'éloges lors de sa création. En 1915 et 1916, May Dearborn-Schwab, Mary Jordan et Elsa Alves, chanteuses d'opéra respectées, participent à deux émissions entièrement consacrées à Bauer, présentées à New York et accompagnées par la compositrice elle-même. La représentation de 1916 comporte vingt des mélodies de Bauer et reçoit une critique favorable dans la revue The Musical Leader.
En raison de ses activités dans divers milieux de la composition, notamment la Ligue des Compositeurs (League of Composers) et le New York Composer's Forum (Forum des compositeurs de New York), Marion Bauer est bien placée pour faire exécuter ses œuvres à plus grande échelle et en utilisant davantage de ressources. Elle est la deuxième femme à faire exécuter ses œuvres par le New York Philharmonic. Leopold Stokowski dirige la création de Sun Splendor de Bauer au Carnegie Hall en 1947. Malgré sa création avec le Philharmonique de New York, Sun Splendor n'a jamais été publié sous aucune de ses formes — en piano seul, duo ou pièce pour orchestre — et le seul enregistrement actuellement disponible est celui de l'interprétation originale, conservée aux Archives du New York Philharmonic.
Un événement que Bauer considère elle-même comme l'un des points forts de toute sa carrière est le concert du 8 mai 1951 à l'hôtel de ville de New York, consacré exclusivement à sa musique. Soutenue par la fraternité Phi Beta au moment de sa retraite universitaire, les œuvres interprétées ce jour-là couvrent toute sa carrière et comprennent deux œuvres inédites : la sonate pour la danse, op. 24 (1932) pour danseur et piano (élargie et révisée plus tard sous le nom Moods pour piano seul) et Trio Sonata II pour flûte, violoncelle et piano. Le concert est commenté par Olin Downes dans The New York Times, qui écrit de manière positive à propos de l'événement : « La musique est principalement contrapunctique et la dissonance n'est pas absente. Pourtant, le concept fondamental est mélodique, la pensée claire et logique, le sentiment sincère et direct ».

### Critiques
Pendant la vie de Bauer, certains critiques musicaux ont prôné un fossé entre la musique «masculine» et la musique «féminine», malgré l'augmentation du nombre de femmes dans le domaine de la composition au tournant du siècle. Les critiques de pièces plus grandes et plus intellectuelles de Bauer illustrent ce phénomène  les pièces ont été bien reçues, bien qu'en termes de « masculin ».
Par exemple, dans son compte rendu de la création en 1928 du quatuor à cordes de Bauer, William J. Henderson écrit : 

« Ceux qui aiment s'attarder sur les différences entre l'intellect de la femme et celui de l'homme doivent s'être trouvés en difficulté en écoutant le quatuor de Miss Bauer. C'est tout sauf une composition féminine. Cela ne signifie pas qu'il est impoli, impoli ou vulgaire, mais simplement qu'il a une foulée masculine et le type de confiance associé dans l'esprit à la jeunesse aventureuse des pantalons »

— William J. Henderson.
L'une des critiques adressées au travail de Bauer concerne ses livres. Comme le fait remarquer la musicologue Susan Pickett à propos de How Music Grew from Prehistoric Times to the Present Day (« Comment la musique s'est développée de la préhistoire à nos jours »), « le lecteur d'aujourd'hui s'offusquerait de plusieurs stéréotypes raciaux vulgaires. « Africain » et « sauvage » étaient utilisés indifféremment. Les Arabes étaient des « barbares ». Chinois et japonais étaient des « races jaunes », etc. ». En 1975, Ruth Zinar a publié un article sur les stéréotypes raciaux dans les livres de musique recommandés pour les enfants et a réservé ses critiques les plus virulentes au travail de Bauer : « De tous les livres étudiés, How Music Grew from Prehistoric Times to the Present Day, de Marion Bauer et d'Ethel Peyser, doivent être considérés comme ouvertement offensant, en plus d'être remplis d'inexactitudes ». Les éditions ultérieures furent toutefois éditées pour prendre en compte la sensibilité aux questions de race.

### Personnalité
D'après les souvenirs d'amis, de collègues et d'étudiants, Marion Bauer était une personne au bon cœur et de bonne humeur, qui traitait les autres avec chaleur, compassion et générosité. Milton Babbitt se souvient également, dans son introduction à l'édition de 1978 de Twentieth Century Music, que lui et ses camarades de classe avaient qualifié la compositrice « non avec dérision mais affectueusement comme « tante Marion » en raison de son apparence matrone et même de ses cours, qui ont été conduits de manière à pouvoir se produire à l’heure du thé dans un salon distingué ». Il la décrit lui aussi comme étant généreuse et sensible, en particulier pour ce qui est de guider la carrière de ses étudiants, mais aussi en ce qui concerne ses écrits, le fait qu'elle mentionne tant de compositeurs et d'organisations.

## Postérité
L’héritage de Marion Bauer peut être mesuré non seulement par sa production d’au moins 160 compositions avec ses cinq livres, mais aussi par l’impact qu’elle a eu sur la carrière de Ruth Crawford Seeger et de Milton Babbitt, qui sont devenus des compositeurs américains connus du XXe siècle. Après leur rencontre à la MacDowell Colony en 1929, elle encourage les efforts de composition de Crawford et « contribue grandement à son développement musical et à sa visibilité professionnelle ». Pour Crawford, elle représente un puissant lien avec le monde musical. Grâce à son poste chez Musical Leader, elle a pu publier « une critique élogieuse d’un concert privé de la musique de Crawford ». En outre, elle a présenté Crawford à Gustave Reese, éditeur à la maison d'édition G. Schirmer à l'époque.
Marion Bauer a également joué un rôle important dans le développement de carrière de Babbitt. Ce dernier a décidé d'étudier avec elle à NYU en février 1934, après avoir lu son édition de 1933 de Twentieth Century Music. Dans l'introduction de la dernière édition, Babbitt a rappelé ses pensées lors de la lecture de l'œuvre pour la première fois : « Il y avait un livre […] qui traitait avec intérêt, admiration, enthousiasme et même affectueusement des œuvres de musique, qui, dans la plupart des environnements académiques, étaient indéniables, indoubles et indomptables et partout ailleurs étaient inconnues ». Babbitt mentionne spécifiquement son appréciation pour sa discussion sur les compositeurs sérialistes, accompagnée d’exemples musicaux. Durant la Crise, le coût de possession personnelle était prohibitif (en particulier pour les musiques nouvelles) et seules quelques bibliothèques en avaient un exemplaire. Babbitt a beaucoup respecté Bauer, affirmant en 1983 que Bauer était « une femme merveilleuse… dont le nom, je vais tout faire pour immortaliser le monde ».

## Œuvres

### Compositions
Orchestre
- Lament on an African Theme, op. 20a, pour cordes (1927)
- Sun Splendor (1936 [?])
- Symphonic Suite, op. 34, pour cordes (1940)
- Concerto pour piano « American Youth », op. 36, (1943 ; arr. pour deux pianos, 1946)
- Symphonie no 1, op. 45 (1947–1950)
- Prelude and Fugue, op. 43, pour flûte et cordes (1948 ; rév. 1949)

Musique de chambre
- Up the Ocklawaha, op. 6, pour violon et piano (1913)
- Sonate no 1, op. 14, pour violon et piano (1921 rév. 1922)
- Quatuor à cordes, op. 20 (1925)
- Fantasia Quasi una Sonata, op. 18, pour violon et piano (1925)
- Suite (Duo), op. 25, pour hautbois et clarinette (1932)
- Sonate, op. 22, pour alto ou clarinette et piano (1932)
- Concertino, op. 32b, pour hautbois, clarinette et quatuor à cordes ou orchestre (1939 ; rév. 1943)
- Trio Sonata No. 1, op. 40, pour flûte, violoncelle et piano (1944)
- Five Pieces (Patterns) op. 41, pour quatuor à cordes (1946–1949 ; no. 2 arr. pour double quintette à vent et contrebasse, 1948)
- Aquarelle, op. 39/2a, pour double quintette à vent et deux contrebasse (1948)
- Trio sonata No. 2, op. 47, pour flûte, violoncelle et piano (1951)
- Woodwind Quintet, op. 48, pour flûte, hautbois, clarinette, basson et cor (1956)

Piano
- Three Impressions, op. 10 (1918)
- From the New Hampshire Woods, op. 12 (1922)
- Three Preludettes (1921)
- Six Preludes, op. 15 (1922)
- Turbulence, op. 17/2 (1924)
- A Fancy (1927)
- Sun Splendor, (?1929, arr. pour deux pianos, ?1930)
- Four Piano Pieces, op. 21 (1930)
- Dance Sonata, op. 24 (1932)
- Moods (Three Moods for Dance), op. 46 (1950/4)
- Anagrams, op. 48 (1950)
- Meditation and Toccata, orgue (1951)

Œuvres chorales
- Wenn ich rufe an dich, Herr, mein Gott (Ps. xxviii), op. 3, pour soprano, chœur de femmes et orgue ou piano (1903)
- Fair Daffodils (R. Herrick), pour chœur de femmes et piano (1914)
- Orientale (E. Arnold), pour soprano et orchestre (1914, orchestration 1932, rev. 1934)
- The Lay of the Four Winds (C.Y. Rice), op. 8, pour chœur d'hommes et piano (1915)
- Three Noëls (L.I. Guiney, trad.), op. 22, Nos. 1-3, pour chœur de femmes et piano (1930)
- Here at High Morning (M. Lewis), op. 27, pour chœur d'hommes (1931)
- The Thinker, op. 35, pour chœur mixte (1938)
- China (B. Todrin), op. 38, pour chœur mixte et orchestre ou piano (1943)
- At the New Year (K. Patchen), op. 42, pour chœur mixte et piano (1947)
- Death Spreads his Gentle Wings (E.P. Crain), pour chœur mixte (1949 rév. 1951)
- A Foreigner Comes to Earth on Boston Common (H. Gregory), op. 49, pour soprano, ténor, chœur mixte et piano (1953)

Autres œuvres chorales
- Coyote Song (J.S. Reed), pour baryton et piano (1912)
- Send Me a Dream (Intuition) (E.F. Bauer), pour voix et piano (1912)
- Phillis (C.R. Defresny), pour voix médium et piano (1914)
- By the Indus (Rice), pour voix et piano (1917)
- My Faun (O. Wilde), pour voix et piano (1919)
- Night in the Woods (E.R. Sill), pour voix médium et piano (1921)
- The Epitaph of a Butterfly (T. Walsh), pour voix et piano (1921)
- A Parable (The Blade of Grass) (S. Crane), pour voix et piano (1922)
- Four Poems (J.G. Fletcher), Op. 16, pour voix aiguë et piano (1924)
- Faun Song, pour alto et orchestre de chambre (1934)
- Four Songs (Suite), pour soprano et quatuor à cordes (1935 rév. 1936)
- Songs in the Night (M.M.H. Ayers), pour voix et piano (1943)
- The Harp (E.C. Bailey), pour voix et piano (1947)
- Swan (Bailey), pour voix et piano (1947)

### Publications
La liste de ses travaux mentionnés dans le New Grove comprend les ouvrages suivants :
- avec Ethel Peyser : How Music Grew: From Prehistoric Times to the Present Day, New York, 1925, réédité en 1939,
- avec Ethel Peyser : Music through the Ages: a Narrative for Student and Layman, New York, 1932, réédité en 1967, par Elizabeth Rogers sous le titre de  Music through the Ages: an Introduction to Music History (Musique à travers les âges : une introduction à l'histoire de la musique),
- Twentieth Century Music, New York, 1933, réédité en 1947,
- Musical Questions and Quizzes: a Digest of Information about Music, New York, 1941
- avec Ethel Peyser : How Opera Grew: from Ancient Greece to the Present Day, New York, 1956.

### Ouvrages
- (en) Nicholas E. Tawa, Mainstream Music of Early Twentieth Century America : The Composers, Their Times, and Their Works, Westport, Greenwood Press, coll. « Contributions to the study of music and dance » (no 28), 1992, ix-209 (ISBN 978-0-313-28563-9, OCLC 25676527)
- (en) Christine Ammer, Unsung : A History of Women in American Music (Century Ed.), Portland, Amadeus Press, 2001, 382 p. (ISBN 978-1-57467-058-5)
- (en) Ellie Hisama, Gendering Musical Modernism : The Music of Ruth Crawford, Marion Bauer, and Miriam Gideon, Cambridge, Cambridge University Press, coll. « Cambridge studies in music theory and analysis » (no 15), 2001, 198 p. (ISBN 978-0-521-64030-5, OCLC 70844557)

### Chapitres et articles
- (en) Adrienne Fried Block, « Arthur P. Schmidt, Music Publisher and Champion of American Women Composers », dans Judith Lang Zaimont, Catherine Overhauser et Jane Gottlieb (éds.), The Musical Woman: An International Perspective, vol. 2 : 1984-1985, Westport, Greenwood Press, 1987, xxv-557 (ISBN 978-0-313-23588-7, OCLC 18439119)
- (en) J. Michele Edwards, « Bauer, Marion Eugénie », dans Stanley Sadie (éd.), The New Grove Dictionary of Music and Musicians, Londres, Macmillan, 2001, 2e éd., 25 000 p., 29 volumes (ISBN 9780195170672, lire en ligne)
- (en) « Introduction to Marion Bauer's Twentieth Century Music (1978) », dans Milton Babbitt, The Collected Essays of Milton Babbitt, Princeton, Princeton University Press, 2003 (ISBN 978-0-691-08966-9)
- Susan Pickett, The Bauer Sisters, non publié. avec la permission de l'auteur.
  - « Chapter 15: Marion in Paris, 1923-1926 »
  - « Chapter 19: Sun Splendor, Fantasia Quasi Una Sonata: A New Twist, String Quartet, 1926–1930 »
- (en) Susan Pickett, « From the Wild West to New York Modernism », The Maud Powell Signature, Women in Music: The March of the Women, vol. 1, no 2,‎ juin 2008, p. 32–45 (lire en ligne [PDF])
- Naftali Silberberg, “Why does Jewish law forbid cremation?” Chabad.org.[lire en ligne].
- J. Michele Edwards, « Marion Eugénie Bauer » dans Jewish Women's Archive. [lire en ligne].